# Associazione Sportiva Trapani 1971-1972
Questa pagina raccoglie i dati riguardanti il Trapani Calcio nelle competizioni ufficiali della stagione 1971-1972.

## Stagione
Nella stagione 1971-1972 l'Associazione Sportiva Trapani disputò il campionato di Serie D, raggiungendo il 1º posto e la promozione in serie C.

## Divise
I colori sociali dell'Associazione Sportiva Trapani sono il granata ed il bianco.
| Casa | Trasferta |

## Rosa[1]
| N. |                   | Ruolo | Calciatore            |
| -- | ----------------- | ----- | --------------------- |
| 1  | Italia (bandiera) | P     | Luigino Turcato       |
| 12 | Italia (bandiera) | P     | Enzo Brugnone         |
|    | Italia (bandiera) | P     | Jacoponi Alessandro   |
|    | Italia (bandiera) | D     | Vincenzo De Francisci |
|    | Italia (bandiera) | D     | Giovanni Nicoletti    |
|    | Italia (bandiera) | D     | Onofrio Carlucci      |
|    | Italia (bandiera) | D     | Filippo Calamusa      |
|    | Italia (bandiera) | D     | Giovanbattista Rigoni |
|    | Italia (bandiera) | D     | Antonino Morana       |
|    | Italia (bandiera) | D     | Nicola Celano         |
|    | Italia (bandiera) | D     | Natale Picano         |

| N. |                   | Ruolo | Calciatore           |
| -- | ----------------- | ----- | -------------------- |
|    | Italia (bandiera) | D     | Francesco Stanisci   |
|    | Italia (bandiera) | D     | Albino Visentin      |
|    | Italia (bandiera) | C     | Ferdinando Ascatigno |
|    | Italia (bandiera) | C     | Domenico Cintura     |
|    | Italia (bandiera) | C     | Adriano Baratti      |
|    | Italia (bandiera) | A     | Roberto Sorrentino   |
|    | Italia (bandiera) | A     | Alberto Giammarinaro |
|    | Italia (bandiera) | A     | Ettore Tuccitto      |
|    | Italia (bandiera) | A     | Piero Cracchiolo     |
|    | Italia (bandiera) | A     | Pullara              |
|    | Italia (bandiera) |       | Leonardo Regalino    |

## Calciomercato
| Arrivi | Arrivi                | Arrivi                | Arrivi |
| R.     | Nome                  | da                    |        |
| ------ | --------------------- | --------------------- | ------ |
| A      | Adriano Baratti       | Nissa                 |        |
| D      | Filippo Calamusa      | Folgore Castelvetrano |        |
| D      | Onofrio Carlucci      | Akragas               |        |
| A      | Piero Cracchiolo      | Bacigalupo            |        |
| P      | Jacoponi              | Canicattì             |        |
| D      | Natale Picano         | Bacigalupo            |        |
|        | Leonardo Regalino     | Massiminiana          |        |
| D      | Giovanbattista Rigoni | Empoli                |        |
| D      | Francesco Stanisci    | Milazzo               |        |
| P      | Luigino Turcato       | Sambenedettese        |        |
| D      | Albino Visentin       | ?                     |        |

| Partenze | Partenze           | Partenze | Partenze |
| R.       | Nome               | a        |          |
| -------- | ------------------ | -------- | -------- |
| C        | Ernesto D'Adda     | ?        |          |
| A        | Gianfranco Verzin  | ?        |          |
| D        | Mauro Molinari     | ?        |          |
| D        | Giovanni Galli     | Pescara  |          |
|          | Spanò              | ?        |          |
| C        | Giuseppe Randone   | ?        |          |
| D        | Angelo Ruggeri     | ?        |          |
| C        | Leonardo Vassallo  | ?        |          |
| A        | Pierino Trapani    | ?        |          |
| C        | Gianfranco Murador | Mazara   |          |

## Risultati

### Campionato

#### Girone di andata
| Acireale 19 settembre 1971, ore 15:30 UTC+1 1ª giornata | Paternò   | 1 – 1     | Trapani | Stadio Tupparello |
| \| \| \| \| \| Peluso \| Marcatori \| Ascatigno \|      |           |           |         |                   |
|                                                         |           |           |         |                   |
| Peluso                                                  | Marcatori | Ascatigno |         |                   |

| Alcamo 26 settembre 1971, ore 15:30 UTC+1 2ª giornata | Trapani   | 1 – 0 | Caltagirone | Stadio Lelio Catella |
| \| \| \| \| \| Ascatigno \| Marcatori \| \|           |           |       |             |                      |
|                                                       |           |       |             |                      |
| Ascatigno                                             | Marcatori |       |             |                      |

| Mazara del Vallo 3 ottobre 1971, ore 15:30 UTC+1 3ª giornata | Mazara    | 0 – 1     | Trapani | Stadio Nino Vaccara |
| \| \| \| \| \| \| Marcatori \| Ascatigno \|                  |           |           |         |                     |
|                                                              |           |           |         |                     |
|                                                              | Marcatori | Ascatigno |         |                     |

| Lentini 10 ottobre 1971, ore 15:30 UTC+1 4ª giornata | Leonzio | 0 – 0 | Trapani | Stadio Angelino Nobile |

| Alcamo 17 ottobre 1971, ore 15:30 UTC+1 5ª giornata              | Trapani   | 2 – 0 | Bagheria | Stadio Lelio Catella |
| \| \| \| \| \| Ascatigno ?’ (rig.) Sorrentino \| Marcatori \| \| |           |       |          |                      |
|                                                                  |           |       |          |                      |
| Ascatigno ?’ (rig.) Sorrentino                                   | Marcatori |       |          |                      |

| Agrigento 24 ottobre 1971, ore 15:30 UTC+1 6ª giornata | Akragas   | 2 – 0 | Trapani | Stadio Esseneto |
| \| \| \| \| \| Mascheroni Carnevali \| Marcatori \| \| |           |       |         |                 |
|                                                        |           |       |         |                 |
| Mascheroni Carnevali                                   | Marcatori |       |         |                 |

| Palermo 31 ottobre 1971, ore 14:30 UTC+1 7ª giornata | Trapani | 0 – 0 | Enna | ? |

| Palermo 7 novembre 1971, ore 14:30 UTC+1 8ª giornata        | Cantieri Navali Palermo | 2 – 1   | Trapani | Stadio Acquasanta |
| \| \| \| \| \| Lo Verde Tessarin \| Marcatori \| Cintura \| |                         |         |         |                   |
|                                                             |                         |         |         |                   |
| Lo Verde Tessarin                                           | Marcatori               | Cintura |         |                   |

| Trapani 14 novembre 1971, ore 14:30 UTC+1 9ª giornata | Trapani   | 1 – 0 | Ragusa | Stadio Polisportivo Provinciale |
| \| \| \| \| \| Ascatigno ?’ (rig.) \| Marcatori \| \| |           |       |        |                                 |
|                                                       |           |       |        |                                 |
| Ascatigno ?’ (rig.)                                   | Marcatori |       |        |                                 |

| Marsala 21 novembre 1971, ore 14:30 UTC+1 10ª giornata | Marsala   | 0 – 1   | Trapani | Stadio Antonino Lombardo Angotta |
| \| \| \| \| \| \| Marcatori \| Baratti \|              |           |         |         |                                  |
|                                                        |           |         |         |                                  |
|                                                        | Marcatori | Baratti |         |                                  |

| Trapani 28 novembre 1971, ore 14:30 UTC+1 11ª giornata | Trapani   | 2 – 0 | Folgore Castelvetrano | Stadio Polisportivo Provinciale |
| \| \| \| \| \| Sorrentino Baratti \| Marcatori \| \|   |           |       |                       |                                 |
|                                                        |           |       |                       |                                 |
| Sorrentino Baratti                                     | Marcatori |       |                       |                                 |

| Avola 5 dicembre 1971, ore 14:30 UTC+1 12ª giornata | Avola     | 0 – 1   | Trapani | ? |
| \| \| \| \| \| \| Marcatori \| Baratti \|           |           |         |         |   |
|                                                     |           |         |         |   |
|                                                     | Marcatori | Baratti |         |   |

| Trapani 12 dicembre 1971, ore 14:30 UTC+1 13ª giornata                         | Trapani   | 3 – 1    | Milazzo | Stadio Polisportivo Provinciale |
| \| \| \| \| \| Ferrara ?’ (aut.) Nicoletti Cintura \| Marcatori \| Gitto II \| |           |          |         |                                 |
|                                                                                |           |          |         |                                 |
| Ferrara ?’ (aut.) Nicoletti Cintura                                            | Marcatori | Gitto II |         |                                 |

| Palmi 19 dicembre 1971, ore 14:30 UTC+1 14ª giornata | Palmese | 0 – 0 | Trapani | Stadio Giuseppe Lo Presti |

| Trapani 2 gennaio 1972, ore 14:30 UTC+1 15ª giornata | Trapani   | 1 – 0 | Nissa | Stadio Polisportivo Provinciale |
| \| \| \| \| \| Baratti \| Marcatori \| \|            |           |       |       |                                 |
|                                                      |           |       |       |                                 |
| Baratti                                              | Marcatori |       |       |                                 |

| Catania 9 gennaio 1972, ore 14:30 UTC+1 16ª giornata | Massiminiana | 0 – 0 | Trapani | Stadio Cibali |

| Trapani 16 gennaio 1972, ore 14:30 UTC+1 17ª giornata | Trapani   | 1 – 0 | Floridia | Stadio Polisportivo Provinciale |
| \| \| \| \| \| Calamusa \| Marcatori \| \|            |           |       |          |                                 |
|                                                       |           |       |          |                                 |
| Calamusa                                              | Marcatori |       |          |                                 |

#### Girone di ritorno
| Trapani 23 gennaio 1972, ore 14:30 UTC+1 17ª giornata       | Trapani   | 3 – 0 | Paternò | Stadio Polisportivo Provinciale |
| \| \| \| \| \| Baratti Celano Cracchiolo \| Marcatori \| \| |           |       |         |                                 |
|                                                             |           |       |         |                                 |
| Baratti Celano Cracchiolo                                   | Marcatori |       |         |                                 |

| Acireale 30 gennaio 1972, ore 14:30 UTC+1 18ª giornata               | Caltagirone | 2 – 1             | Trapani | Stadio Tupparello |
| \| \| \| \| \| Corvino Poggiali \| Marcatori \| ?’ (rig.) Baratti \| |             |                   |         |                   |
|                                                                      |             |                   |         |                   |
| Corvino Poggiali                                                     | Marcatori   | ?’ (rig.) Baratti |         |                   |

| Trapani 6 febbraio 1972, ore 14:30 UTC+1 19ª giornata | Trapani | 0 – 0 | Mazara | Stadio Polisportivo Provinciale |

| Trapani 13 febbraio 1972, ore 14:30 UTC+1 20ª giornata | Trapani   | 2 – 0 | Leonzio | Stadio Polisportivo Provinciale |
| \| \| \| \| \| Baratti Tuccitto \| Marcatori \| \|     |           |       |         |                                 |
|                                                        |           |       |         |                                 |
| Baratti Tuccitto                                       | Marcatori |       |         |                                 |

| Bagheria 20 febbraio 1972, ore 14:30 UTC+1 21ª giornata | Bagheria  | 1 – 1     | Trapani | Stadio Comunale |
| \| \| \| \| \| Firicano \| Marcatori \| Ascatigno \|    |           |           |         |                 |
|                                                         |           |           |         |                 |
| Firicano                                                | Marcatori | Ascatigno |         |                 |

| Trapani 27 febbraio 1972, ore 14:30 UTC+1 22ª giornata                        | Trapani   | 3 – 1   | Akragas | Stadio Polisportivo Provinciale |
| \| \| \| \| \| Celano Tuccitto Ascatigno ?’ (rig.) \| Marcatori \| Ferrari \| |           |         |         |                                 |
|                                                                               |           |         |         |                                 |
| Celano Tuccitto Ascatigno ?’ (rig.)                                           | Marcatori | Ferrari |         |                                 |

| Enna 5 marzo 1972, ore 14:30 UTC+1 23ª giornata | Enna      | 1 – 0 | Trapani | Stadio Generale Gaeta |
| \| \| \| \| \| Magagnotti \| Marcatori \| \|    |           |       |         |                       |
|                                                 |           |       |         |                       |
| Magagnotti                                      | Marcatori |       |         |                       |

| Trapani 12 marzo 1972, ore 14:30 UTC+1 24ª giornata | Trapani   | 1 – 1 | Cantieri Navali Palermo | Stadio Polisportivo Provinciale |
| \| \| \| \| \| Sorrentino \| Marcatori \| Vegna \|  |           |       |                         |                                 |
|                                                     |           |       |                         |                                 |
| Sorrentino                                          | Marcatori | Vegna |                         |                                 |

| Ragusa 19 marzo 1972, ore 14:30 UTC+1 25ª giornata  | Ragusa    | 1 – 1      | Trapani | Stadio Aldo Campo |
| \| \| \| \| \| Maggio \| Marcatori \| Sorrentino \| |           |            |         |                   |
|                                                     |           |            |         |                   |
| Maggio                                              | Marcatori | Sorrentino |         |                   |

| Trapani 26 marzo 1972, ore 14:30 UTC+1 26ª giornata | Trapani   | 1 – 0 | Marsala | Stadio Polisportivo Provinciale |
| \| \| \| \| \| Baratti \| Marcatori \| \|           |           |       |         |                                 |
|                                                     |           |       |         |                                 |
| Baratti                                             | Marcatori |       |         |                                 |

| Castelvetrano 9 aprile 1972, ore 14:30 UTC+1 27ª giornata    | Folgore Castelvetrano | 1 – 1              | Trapani | Stadio Paolo Marino |
| \| \| \| \| \| Berlich \| Marcatori \| ?’ (aut.) Lipido I \| |                       |                    |         |                     |
|                                                              |                       |                    |         |                     |
| Berlich                                                      | Marcatori             | ?’ (aut.) Lipido I |         |                     |

| Trapani 16 aprile 1972, ore 14:30 UTC+1 28ª giornata | Trapani | 0 – 0 | Avola | Stadio Polisportivo Provinciale |

| Milazzo 23 aprile 1972, ore 14:30 UTC+1 29ª giornata | Milazzo | 0 – 0 | Trapani | Stadio Grotta Polifemo |

| Trapani 7 maggio 1972, ore 14:30 UTC+1 30ª giornata   | Trapani   | 2 – 0 | Palmese | Stadio Polisportivo Provinciale |
| \| \| \| \| \| Tuccitto Cracchiolo \| Marcatori \| \| |           |       |         |                                 |
|                                                       |           |       |         |                                 |
| Tuccitto Cracchiolo                                   | Marcatori |       |         |                                 |

| Caltanissetta 14 maggio 1972, ore 14:30 UTC+1 31ª giornata        | Nissa     | 3 – 1  | Trapani | Stadio Marco Tomaselli |
| \| \| \| \| \| Bacchi Cipollone Mondini \| Marcatori \| Celano \| |           |        |         |                        |
|                                                                   |           |        |         |                        |
| Bacchi Cipollone Mondini                                          | Marcatori | Celano |         |                        |

| Trapani 21 maggio 1972, ore 14:30 UTC+1 32ª giornata               | Trapani   | 2 – 2       | Massiminiana | Stadio Polisportivo Provinciale |
| \| \| \| \| \| Sorrentino ?’ (rig.) \| Marcatori \| De Vincolis \| |           |             |              |                                 |
|                                                                    |           |             |              |                                 |
| Sorrentino ?’ (rig.)                                               | Marcatori | De Vincolis |              |                                 |

| Floridia 28 maggio 1972, ore 14:30 UTC+1 33ª giornata | Floridia  | 1 – 0 | Trapani | ? |
| \| \| \| \| \| Cavallaro \| Marcatori \| \|           |           |       |         |   |
|                                                       |           |       |         |   |
| Cavallaro                                             | Marcatori |       |         |   |

## Statistiche

### Statistiche di squadra
|  |    | Girone I | Punti | G  | V  | N  | P | GF | GS |
|  | -- | -------- | ----- | -- | -- | -- | - | -- | -- |
|  | 1. | Trapani  | 45    | 34 | 16 | 13 | 5 | 36 | 19 |
|  | 2. | Marsala  | 41    | 34 | 12 | 17 | 5 | 34 | 24 |
|  | 3. | Milazzo  | 39    | 34 | 13 | 13 | 8 | 39 | 28 |